# Wydłużak

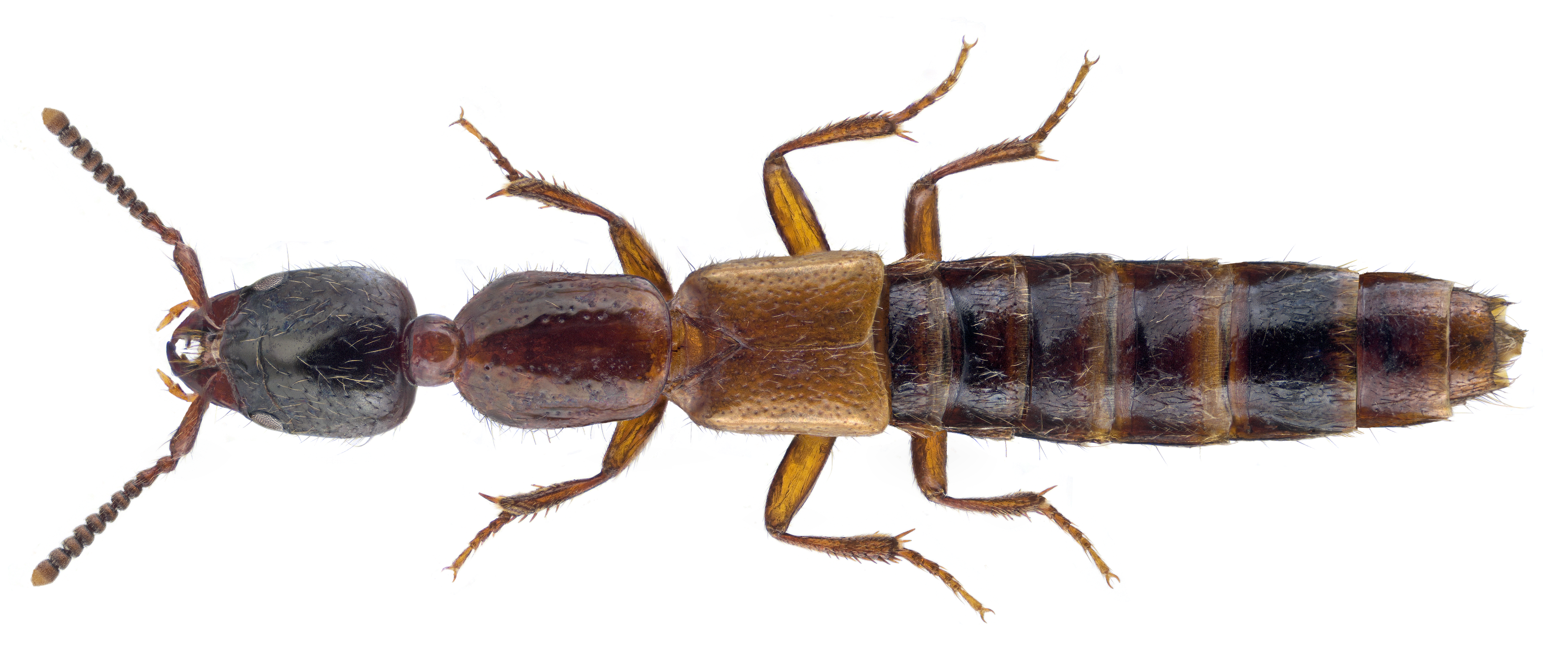
Wydłużak mokroleśny

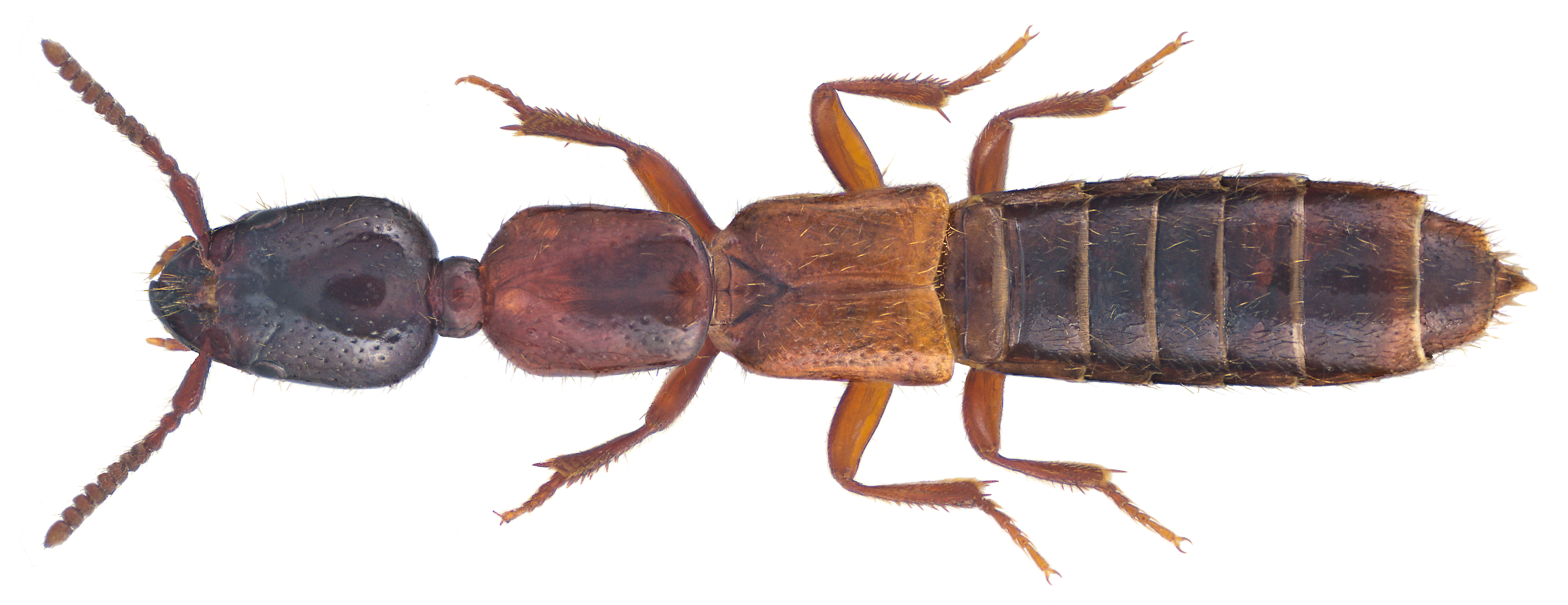
Wydłużak borowy

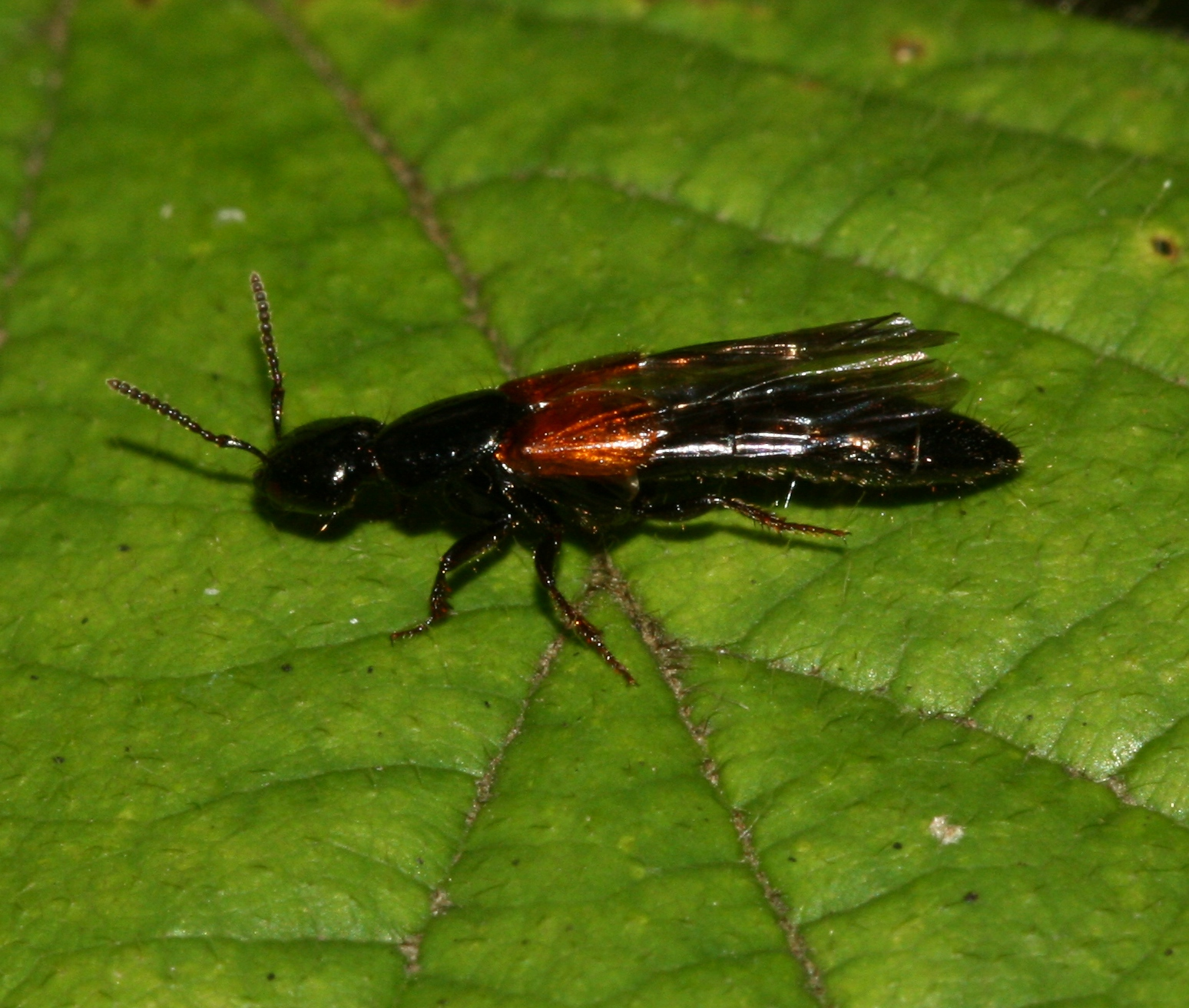
Xantholinus glabratus

Wydłużak (Xantholinus) – rodzaj chrząszczy z rodziny kusakowatych i podrodziny kusaków.
Rodzaj ten został wprowadzony w 1821 roku przez Pierre’a F.M.A. Dejeana.
Chrząszcze o silnie wydłużonym ciele. Głowa ma słabo widoczne, płytkie, silnie zbieżne ku tyłowi zewnętrzne bruzdy czołowe, równoległe lub nieco zbieżne ku tyłowi środkowe bruzdy czołowe, przednią krawędź czoła między bruzdami środkowymi wydłużoną w przód oraz niespłaszczone, wyraźnie zaokrąglone, niezbyt silnie i gładko punktowane bez podłużnej, gładkiej linii skronie. Dłuższe od głowy, krępe, kolankowato załamane czułki mają nasadowy człon maczugowaty, a człony od czwartego wzwyż niespłaszczone. Aparat gębowy cechuje warga górna o przedniej krawędzi silnie wykrojonej lub dwupłatowej i długo oszczeconej oraz nieco wygięte żuwaczki z tępym zębem przed środkiem długości. Głaszczki szczękowe mają dobrze wykształcony człon końcowy. Przedplecze ma boczny brzeg w przedniej połowie długości zagięty w dół i daleko przed przednimi biodrami połączony z dolną krawędzią epipleury przedtułowia. Pokrywy są krótkie. Odwłok ma prawie równoległe boki i piąty segment dłuższy od pozostałych. Samiec ma workowaty, owalny aparat kopulacyjny o kolczastym woreczku wytryskowym i co najwyżej szczątkowych  paramerach.
Przedstawiciele rodzaju występują we wszystkich krainach zoogeograficznych. Zasiedlają rozkładające się szczątki organiczne i leśną ściółkę. W Polsce stwierdzono 11 gatunków (zobacz też: kusakowate Polski)
Należy tu ponad 270 opisanych gatunków:

- Xantholinus abessinus Bernhauer, 1931
- Xantholinus achemenius Bordoni, 1973
- Xantholinus adustus Ushakov, 1986
- Xantholinus aeneipennis Bernhauer, 1934
- Xantholinus aeneotinctus Sharp, 1885
- Xantholinus aeneus Cameron, 1943
- Xantholinus afghanicus Coiffait, 1982
- Xantholinus aksekianus Bordoni, 1994
- Xantholinus alaiensis Coiffait, 1966
- Xantholinus algericus Coiffait, 1962
- Xantholinus alticola Sharp, 1885
- Xantholinus altissimus Bernhauer, 1939
- Xantholinus altivagans Bernhauer, 1927
- Xantholinus anatolicus Coiffait, 1965
- Xantholinus angusticeps Sharp, 1889
- Xantholinus anticus Sharp, 1876
- Xantholinus appenninicola Steel, 1946
- Xantholinus apterus Bernhauer, 1939
- Xantholinus arambourgi Bernhauer, 1939
- Xantholinus araxis Reitter, 1898
- Xantholinus armeniacus Coiffait, 1956
- Xantholinus assamensis Cameron, 1932
- Xantholinus atrocephalus Cameron, 1950
- Xantholinus attarum Bernhauer, 1912
- Xantholinus audanti Blackwelder, 1943
- Xantholinus audrasi Coiffait, 1956
- Xantholinus aulicus Erichson, 1840
- Xantholinus auriceps Fauvel, 1878
- Xantholinus azarbaijanicus Korge, 1973
- Xantholinus azuganus Reitter, 1908
- Xantholinus baeticus Bordoni, 1975
- Xantholinus balaton Bordoni, 1973
- Xantholinus balearicus Coiffait, 1962
- Xantholinus barretoi Bernhauer, 1934
- Xantholinus batesi Sharp, 1876
- Xantholinus beattyi Blackwelder, 1943
- Xantholinus besucheti Bordoni, 1972
- Xantholinus bhutanicus Coiffait, 1982
- Xantholinus bicolor Sharp, 1876
- Xantholinus bicoloripennis Scheerpeltz, 1974
- Xantholinus bilimeki Bernhauer, 1904
- Xantholinus birmanus Cameron, 1932
- Xantholinus bonariensis Gemminger et Harold, 1868
- Xantholinus bonomettoi Bordoni, 1972
- Xantholinus bordonii Coiffait, 1970
- Xantholinus brachypterus Sharp, 1885
- Xantholinus brasilianus Wendeler, 1956
- Xantholinus brasiliensis Steel, 1949
- Xantholinus bruchi Bernhauer, 1912
- Xantholinus brunneipennis Erichson, 1839
- Xantholinus bulgaricus Coiffait, 1972
- Xantholinus bythinicus Coiffait, 1972
- Xantholinus cachemiricus Coiffait, 1983
- Xantholinus calidus Erichson, 1839
- Xantholinus carinatus Sharp, 1885
- Xantholinus cassagnaui Coiffait, 1984
- Xantholinus castanopterus Erichson, 1839
- Xantholinus castigatus Erichson, 1839
- Xantholinus caucasicus Bordoni, 1975
- Xantholinus cerrutii Coiffait, 1964
- Xantholinus championi Sharp, 1885
- Xantholinus christophi Lokay, 1919
- Xantholinus cicatricosus Fauvel, 1881
- Xantholinus ciliciae Bordoni, 1971
- Xantholinus coiffaiti H. Franz, 1966
- Xantholinus coiffaitianus Bordoni, 1975
- Xantholinus colasi Jarrige, 1941
- Xantholinus comellinii Bordoni, 1972
- Xantholinus conicollis Wendeler, 1956
- Xantholinus corallinus Reitter, 1901
- Xantholinus corallipes Fauvel, 1891
- Xantholinus coriaceus Cameron, 1926
- Xantholinus costaricensis Bernhauer, 1942
- Xantholinus crassiceps Sharp, 1885
- Xantholinus crassicornis Hochhuth, 1851
- Xantholinus cubensis Blackwelder, 1943
- Xantholinus cunctator Sharp, 1889
- Xantholinus darlingtoni Blackwelder, 1943
- Xantholinus decorus Erichson, 1839
- Xantholinus densicephalus Bernhauer, 1938
- Xantholinus densiceps Bernhauer, 1933
- Xantholinus densipennis Bernhauer, 1934
- Xantholinus detryi Drugmand, 1990
- Xantholinus devillei Coiffait, 1956
- Xantholinus difficilis Sharp, 1885
- Xantholinus discretus Sharp, 1885
- Xantholinus dissimilis Coiffait, 1956
- Xantholinus distans Mulsant et Rey, 1853
- Xantholinus dubius W.J. MacLeay, 1873
- Xantholinus dvoraki Coiffait, 1956
- Xantholinus eichelbaumi Steel, 1949
- Xantholinus elegans (Olivier, 1795)
- Xantholinus enigmaticus Coiffait, 1968
- Xantholinus erythropterus Erichson, 1839
- Xantholinus euboicus Korge, 1973
- Xantholinus fageli Coiffait, 1971
- Xantholinus fallax Sachse, 1852
- Xantholinus fenyesi Bernhauer, 1910
- Xantholinus flagellifer Sharp, 1885
- Xantholinus forsteri Scheerpeltz, 1960
- Xantholinus fortepunctatus Motschulsky, 1860
- Xantholinus franzi Bordoni, 1973
- Xantholinus fuenteanus Reitter, 1901
- Xantholinus fuliginosus Sharp, 1885
- Xantholinus fumatus Sharp, 1885
- Xantholinus furvus Wendeler, 1956
- Xantholinus fuscipennis Cameron, 1922
- Xantholinus gallicus Coiffait, 1956
- Xantholinus gastraeus Gistel, 1857 (nomen dubium)
- Xantholinus graecus Kraatz, 1858
- Xantholinus gridellii Coiffait, 1956
- Xantholinus guatemalenus Sharp, 1885
- Xantholinus haematodes Kolenati, 1846
- Xantholinus haitius Blackwelder, 1943
- Xantholinus hanstroemi Scheerpeltz, 1974
- Xantholinus heinzi Coiffait, 1970
- Xantholinus heterocephalus Fauvel, 1905
- Xantholinus himalayensis Coiffait, 1984
- Xantholinus hochhuthi Bordoni, 1975
- Xantholinus humeralis Erichson, 1839
- Xantholinus humerosus Bernhauer, 1934
- Xantholinus humidicola Gistel, 1857 (nomen dubium)
- Xantholinus humilis Sharp, 1885
- Xantholinus hydrocephalus Fauvel, 1901
- Xantholinus hypsibathus Bernhauer, 1915
- Xantholinus iablokoffi Coiffait, 1975
- Xantholinus ibericus Steel, 1950
- Xantholinus ilgazensis Coiffait, 1966
- Xantholinus illucens Erichson, 1839
- Xantholinus impunctus Blackwelder, 1943
- Xantholinus infimus Coiffait, 1962
- Xantholinus innocuus Fauvel, 1905
- Xantholinus inopinatus Cameron, 1951
- Xantholinus inoptatus Bernhauer, 1916
- Xantholinus inseriatus Bernhauer, 1934
- Xantholinus insularis Bernhauer, 1904
- Xantholinus insulatus Cameron, 1922
- Xantholinus inuus Fauvel, 1900
- Xantholinus jamaicensis Blackwelder, 1943
- Xantholinus javanicus Cameron, 1925
- Xantholinus jeanneli Bernhauer, 1939
- Xantholinus kambaitiensis Scheerpeltz, 1965
- Xantholinus kanalensis Fauvel, 1889
- Xantholinus kaszabi Bordoni, 1973
- Xantholinus kazachstanicus Janák, 1979
- Xantholinus khnzoriani Coiffait, 1966
- Xantholinus kirghisicus Coiffait, 1966
- Xantholinus kirschenblati Bordoni, 1975
- Xantholinus kocheri Coiffait, 1962
- Xantholinus kochi Bernhauer, 1940
- Xantholinus korgei Coiffait, 1965
- Xantholinus krejcii Coiffait, 1984
- Xantholinus labralis Broun, 1880
- Xantholinus lacertosus Sharp, 1885
- Xantholinus laevigatus Jacobsen, 1849 – wydłużak mokroleśny
- Xantholinus laevipennis Sharp, 1885
- Xantholinus laniger Fauvel, 1899
- Xantholinus laticeps Erichson, 1839
- Xantholinus laxus Sharp, 1885
- Xantholinus lederi Coiffait, 1966
- Xantholinus libanicus Coiffait, 1956
- Xantholinus linearis (Olivier, 1795) – wydłużak pospolity
- Xantholinus lividipennis Coiffait, 1972
- Xantholinus longipennis Cameron, 1950
- Xantholinus longiventris Heer, 1839 – wydłużak mokrotek
- Xantholinus lubricus Erichson, 1839
- Xantholinus luteipennis Coiffait, 1970
- Xantholinus lynchi Bernhauer, 1912
- Xantholinus maghrebinus Quedenfeldt, 1882
- Xantholinus malaisei Scheerpeltz, 1965
- Xantholinus mandschuricus Bernhauer, 1923
- Xantholinus maritimus Reitter, 1908
- Xantholinus martensi Bordoni, 1983
- Xantholinus maurus Bordoni, 1972
- Xantholinus maykopensis Coiffait, 1966
- Xantholinus mendozanus Bernhauer, 1912
- Xantholinus mexicanus Sharp, 1885
- Xantholinus microphthalmus Bernhauer, 1939
- Xantholinus microps Fauvel, 1907
- Xantholinus micropterus Bernhauer, 1939
- Xantholinus microtophilus Coiffait, 1970
- Xantholinus minutus Coiffait, 1962
- Xantholinus mitomorphoides Coiffait, 1984
- Xantholinus modestus Cameron, 1926
- Xantholinus morandi Coiffait, 1958
- Xantholinus morrisoni Blackwelder, 1943
- Xantholinus motschulskyi Bordoni, 1999
- Xantholinus nairobiensis Fauvel, 1907
- Xantholinus nicolasi Coiffait, 1972
- Xantholinus niger Cameron, 1926
- Xantholinus nigriceps Guérin-Méneville, 1844
- Xantholinus nigropolitus Cameron, 1928
- Xantholinus nossibeanus Bernhauer et Schubert, 1914
- Xantholinus oakleyi Blackwelder, 1943
- Xantholinus obsoletus Schubert, 1911
- Xantholinus occultans Gistel, 1857 (nomen dubium)
- Xantholinus oronticus Coiffait, 1956
- Xantholinus osellai Bordoni, 1976
- Xantholinus ovaliceps Scheerpeltz, 1965
- Xantholinus padus Coiffait, 1973
- Xantholinus pallipennis Notman, 1921
- Xantholinus panamensis Sharp, 1885
- Xantholinus pantokratoris Bordoni, 1975
- Xantholinus parajaponicus J. Li, 1993
- Xantholinus parcus Eppelsheim, 1895
- Xantholinus parisii C. Koch, 1937
- Xantholinus pectoralis Erichson, 1839
- Xantholinus perezi Outerelo, 1976
- Xantholinus pernitidus Cameron, 1925
- Xantholinus phenicus Coiffait, 1971
- Xantholinus piceus Cameron, 1926
- Xantholinus politus Cameron, 1951
- Xantholinus pradeshensis Coiffait, 1982
- Xantholinus proceroides Coiffait, 1971
- Xantholinus procerus Erichson, 1839
- Xantholinus pseudobalaton Tóth, 1985
- Xantholinus puthzi Bordoni, 1979
- Xantholinus quadratus (Stephens, 1833) (nomen dubium)
- Xantholinus raffrayi Fauvel, 1879
- Xantholinus reitteri Coiffait, 1966
- Xantholinus remotus Eppelsheim, 1895
- Xantholinus resectus Sharp, 1885
- Xantholinus rhenanus Coiffait, 1962
- Xantholinus richteri Bernhauer, 1912
- Xantholinus roubali Coiffait, 1956
- Xantholinus rudis Sharp, 1885
- Xantholinus rufescens Erichson, 1839
- Xantholinus ruffoi Bordoni, 1972
- Xantholinus ruficaudatus Cameron, 1932
- Xantholinus rufipennis Erichson, 1839
- Xantholinus rufipes P. Lucas, 1846
- Xantholinus rufus Grimmer, 1841 (nomen dubium)
- Xantholinus rulomus Blackwelder, 1943
- Xantholinus salvini Sharp, 1885
- Xantholinus sardous Gridelli, 1947
- Xantholinus schuelkei Bordoni, 1986
- Xantholinus schweigeri Coiffait, 1966
- Xantholinus semipallidus Bernhauer, 1931
- Xantholinus serpens Sharp, 1885
- Xantholinus sexpunctatus Fauvel, 1905
- Xantholinus sideralis Fauvel, 1878
- Xantholinus sidonensis Coiffait, 1956
- Xantholinus sighisoarae Bordoni, 1973
- Xantholinus similis Wendeler, 1956
- Xantholinus solitarius Blackwelder, 1943
- Xantholinus strigicollis Bernhauer, 1928
- Xantholinus styriacus Grimmer, 1841 (nomen dubium)
- Xantholinus sublinearis Coiffait, 1970
- Xantholinus subtilis Boheman, 1858
- Xantholinus svanetskiensis Coiffait, 1973
- Xantholinus tauricus Bordoni, 1972
- †Xantholinus tenebrarius Scudder, 1900
- Xantholinus tingitanus Coiffait, 1962
- Xantholinus tothi Bordoni, 1986
- Xantholinus translucidus Scriba, 1870
- Xantholinus tricolor (Fabricius, 1787) – wydłużak borowy
- Xantholinus tripunctatus Cameron, 1951
- Xantholinus trispinus Coiffait, 1962
- Xantholinus vafer Normand, 1947
- Xantholinus vagopunctatus (Latreille, 1804) (nomen dubium)
- Xantholinus vandalicus Bordoni, 1973
- Xantholinus varhegyanus Bordoni, 1973
- Xantholinus variabilis Hochhuth, 1851
- Xantholinus varnensis Coiffait, 1972
- Xantholinus vermiculus Normand, 1947
- Xantholinus vinicolor Ushakov, 1989
- Xantholinus vitalei Bernhauer, 1943
- Xantholinus volvulus Erichson, 1839
- †Xantholinus westwoodianus Heer, 1856
- Xantholinus wilhelmensis Last, 1980
- Xantholinus wrasei Bordoni, 1989
- Xantholinus wunderlei Bordoni, 1994
- Xantholinus xanthogaster Solsky, 1875
- Xantholinus zalathnae Bordoni, 1973